# Marcowe pole
Marcowe pole (łac. campus martius) – w czasach państwa frankijskiego doroczne zgromadzenie wolnych Franków. W początkowym okresie zwoływane przez króla w marcu, zaś od 755 r. w maju (stąd inna, późniejsza nazwa tego zgromadzenia – pole majowe, łac. campus maius). Był to rodzaj wiecu, na którym:
- król ogłaszał ważne akty prawne,
- odbywały się sądy,
- dokonywano nadzwyczajnego poboru danin,
- dokonywano przeglądu wojsk,
- decydowano o sprawach dotyczących wojny i pokoju (często zgromadzenie kończyło się wyruszeniem na wojnę).

Zmiana terminu wiecu na maj nastąpiła z polecenia Pepina Krótkiego i spowodowana była rosnącą liczbą oddziałów konnych w wojsku frankijskim, a co za tym idzie – koniecznością zapewnienia odpowiedniej ilości pożywienia (trawy) dla koni. Dlatego też zdarzało się, że w chłodniejszych latach zgromadzenia te miały miejsce nawet w czerwcu lub lipcu. Z powodu rozległości państwa dotyczyły w praktyce poszczególnych regionów. Zwyczaj ten zanikł w pierwszej połowie IX wieku.